# Gabriel Sell Ribeiro
Gabriel Sell Ribeiro (Lages, 12 de março de 1979) é um advogado e político brasileiro, filiado ao Partido Social Democrático (PSD).
Filho de Sandra Sell Ribeiro e de Décio Ribeiro.
Nas eleições de 2014, em 5 de outubro, foi eleito deputado estadual para a 18ª legislatura (2015 — 2019).